# Manfred Bockelmann
Manfred Bockelmann (* 1. Juli 1943 in Klagenfurt) ist ein österreichischer Maler und Fotograf.

## Leben

### Familie

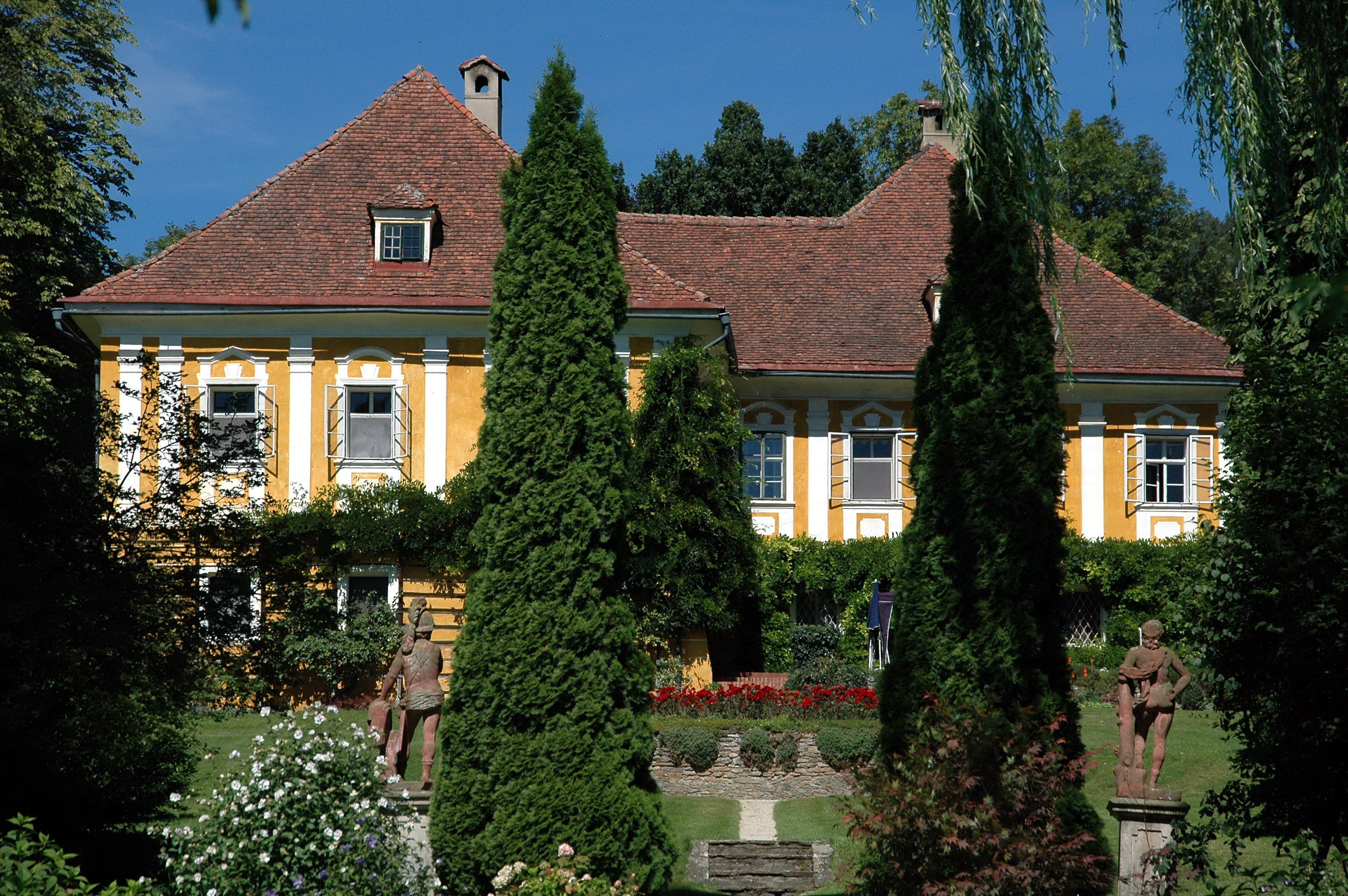
Schloss Ottmanach

Bockelmanns Mutter Käthe, geb. Arp (1908–1989), stammte aus Prasdorf. Sein Vater Rudolf (1904–1984) wurde als Sohn des deutschen Bankdirektors Heinrich Bockelmann in Moskau geboren und flüchtete nach Ausbruch des Ersten Weltkriegs mit seinen Eltern in das damals neutrale Schweden. Nach dem Krieg ließen sich seine Eltern auf Schloss Ottmanach am Kärntner Magdalensberg nieder, das der Großvater seinen fünf Söhnen geschenkt hatte. Mütterlicherseits ist Bockelmann mit dem Dadaisten Hans Arp verwandt. Ein Onkel väterlicherseits, Werner Bockelmann (SPD), war von 1957 bis 1964 Oberbürgermeister von Frankfurt am Main. Ein weiterer Onkel, Gert Bockelmann, lebte auf Gut Barendorf bei Lüneburg, das heute eine Heimvolkshochschule beherbergt, und war dort von 1964 bis 1975 Bürgermeister. Der Onkel Erwin Bockelmann war Maschinenbau-Ingenieur und Manager in der Mineralölwirtschaft.

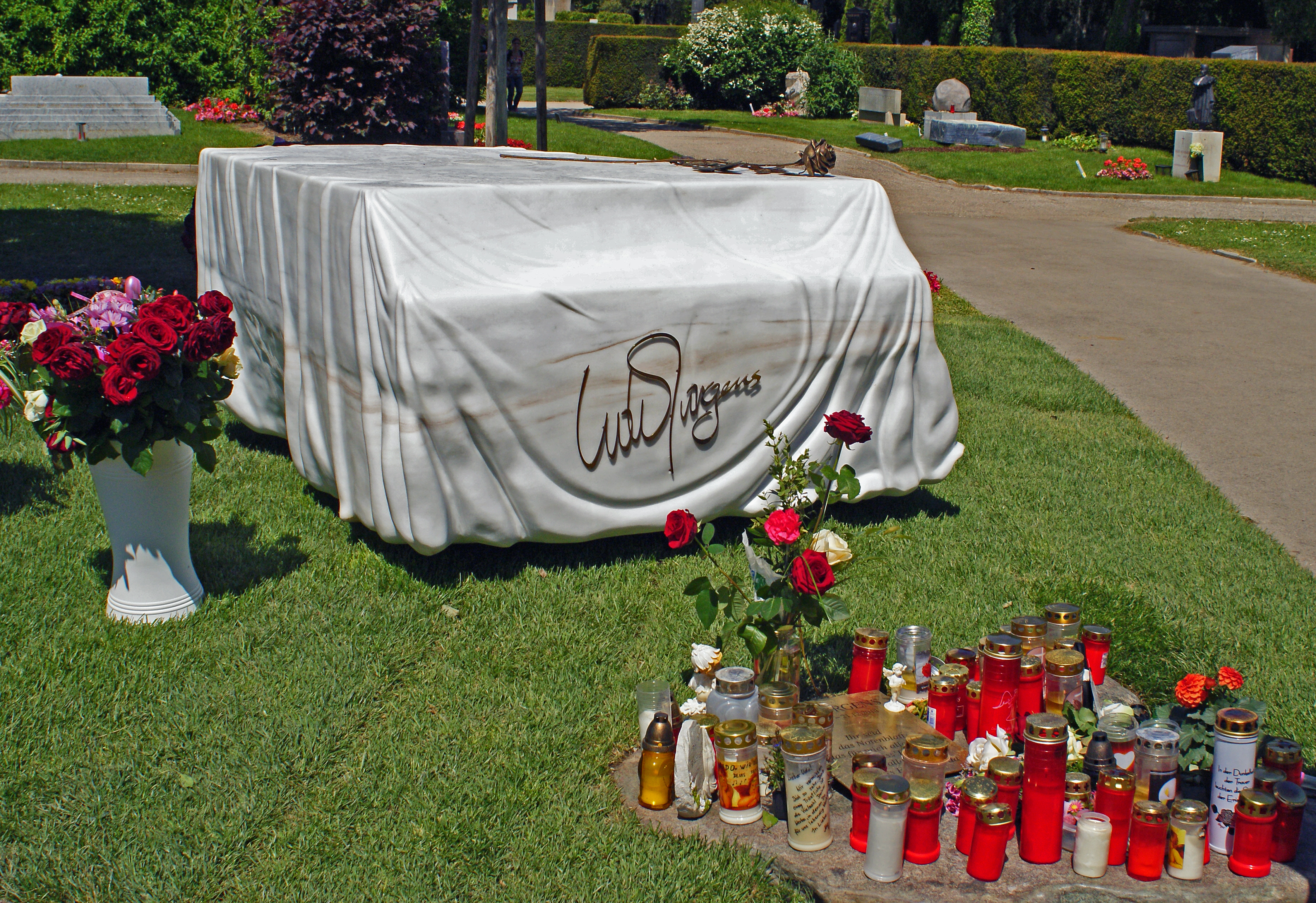
Der weiße Marmorflügel als Grabstein wurde von ihm für seinen Bruder Udo Jürgens entworfen.

Manfred Bockelmanns Bruder war der Sänger Udo Jürgens. Für ihn entwarf Bockelmann einige Plattencover und schließlich sein Grabdenkmal. Jürgens schrieb ihm zu Ehren das Lied Mein Bruder ist ein Maler.
Bockelmann wurde als Testamentsvollstrecker von Jürgens’ Nachlass eingesetzt, nach einem Einspruch von Jürgens’ jüngster Tochter Gloria Burda aber abgesetzt.
Bockelmann war mit der Schauspielerin und Tochter Hardy Krügers, Christiane Krüger, verheiratet, aus der Ehe stammt ein Sohn. Inzwischen lebt und arbeitet er mit seiner zweiten Frau Maria, mit der er auch eine Tochter hat, auf dem ehemals elterlichen Hof in Kärnten.

### Karriere
Manfred Bockelmann studierte von 1962 bis 1966 in Graz Fresko, Fotografie und Grafik. 1966 übersiedelte er nach München und verdiente in den ersten Jahren den Lebensunterhalt auf dem Gebiet der Fotografie und der Gebrauchsgrafik. Seine Reisen als Pressefotograf führten ihn nach Madrid, Istanbul, Tunis und London. Seit Anfang der 1970er-Jahre trat er mit zunehmendem Erfolg als Maler und Fotograf durch Ausstellungen und Buchveröffentlichungen in Erscheinung. In einer dreimonatigen Safari durch Ostafrika bekam er 1974 die entscheidende Inspiration für seine „Malerei der Stille“, eine Synthese zwischen gemalten und fotografierten Landschaften.

## „Zeichnen gegen das Vergessen“
Bockelmann widmet sich auch dem „Zeichnen gegen das Vergessen“. Diese Werksreihe zeigt großformatige Porträts, durchwegs Kohlezeichnungen, von Kindern und Jugendlichen, die zu Opfern des NS-Terrors wurden. Bockelmann will damit „Zeichen gegen das Vergessen“ setzen. Es geht ihm darum, „zumindest einigen wenigen Namen und Nummern Gesichter zu geben, ein paar Menschen aus der Anonymität der Statistik herauszuheben“.

## Auszeichnungen
- Ehrendoktor der Universität Klagenfurt (2013)